# Pàmfil (fill d'Egimi)
Segons la mitologia grega, Pàmfil (grec antic: Πάμφιλος) va ser un dels dos fills d'Egimi i net de Doros. És l'epònim d'una de les tribus dòries, la dels pamfilis, que s'instal·laren després a Pamfília.
El seu pare li va deixar un terç del seu regne, que va compartir amb el seu germà Dimant i amb Hil·los, fill d'Hèracles, perquè aquest heroi havia ajudat Egimi a combatre contra Coronos. Va lluitar amb els heraclides contra Tisamen. Es va casar amb Orsòbia, filla de Deifontes.